# Sisilia Tuipulotu
Pour les articles homonymes, voir Tuipulotu.
Pas d'image ? Cliquez ici

a Compétitions nationales et continentales officielles uniquement.

b Matchs officiels uniquement.
Dernière mise à jour le 2 avril 2023.
Sisilia Tuipulotu, née le 14 août 2003 à Newport (pays de Galles), est une joueuse internationale galloise de rugby à XV évoluant principalement au poste de pilier. Elle joue à Gloucester-Hartpury.

## Biographie
Sisilia Tuipulotu naît le 14 août 2003. Elle est la fille de Sione Tuipulotu, ancien joueur de rugby à XV et international tongien. Le joueur des Scarlets, Carwyn Tuipulotu est son cousin, tout comme Taulupe Faletau qui est international gallois et les frères Vunipola Billy et Mako,. Elle commence le rugby à l'âge de seize ans. Elle étudie la psychologie à l'université du Gloucestershire.
En 2022, elle joue en club avec Gloucester-Hartpury. La fédération galloise lui fait signer un contrat semi-professionnel de joueuse de rugby à XV. Elle est sélectionnée pour la première fois par la sélection galloise pour participer au Tournoi des Six Nations 2022, elle joue son premier match contre l'Irlande où elle rentre à l'aile. Elle compte quatre sélections en équipe nationale quand elle est retenue en septembre 2022 pour disputer, la Coupe du monde en Nouvelle-Zélande.
Elle est sélectionnée pour participer au Tournoi des Six Nations 2023. C'est au poste de pilier droit où elle évolue durant ce tournoi, qu'elle est notamment nommée joueuse du match lors des deux premiers match victorieux de son équipe contre l'Irlande puis l'Écosse,.
À l'automne suivant, elle est au nombre des trente joueuses qui partent en Nouvelle-Zélande participer pour le Pays de Galles au championnat WXV 2023.
Blessée, elle est forfait pour le Six nations 2025.

## Palmarès
- Vainqueur du Championnat d'Angleterre en 2023 et 2024.